# Records du monde d'athlétisme
Les records du monde d'athlétisme sont les records qui dépassent toutes les autres performances qui ont été enregistrées officiellement lors de rencontres internationales d'athlétisme, en temps, en distance, en points, en longueur ou en hauteur. Ils sont reconnus officiellement par World Athletics (anciennement l'IAAF) depuis 1912. Pour les fédérations, le sigle officiel est WR pour « World Record ».
Le 100 kilomètres est la plus longue des épreuves reconnues de course à pied alors que le mile est aujourd'hui la seule distance non-métrique homologuée par la Fédération internationale. Les épreuves non reconnues sont considérées comme des « meilleures performances mondiales ».
Les records du monde les plus anciens sont chez les hommes celui du Canadien Mark McKoy dans l'épreuve du 50 mètres haies (le 5 mars 1986) et chez les femmes celui de la Tchèque Jarmila Kratochvílová dans l'épreuve du 800 mètres (le 26 juillet 1983).

## Records du monde

### Historique
Avant 1912, les performances des athlètes étaient établies par des statisticiens sans garantie de conformité, et sans réelle réglementation pour chaque épreuve. La première liste des records du monde masculins est publiée pour la première fois en 1914 et les premières listes féminines en 1936. De 1987 à 2023, la Fédération internationale d'athlétisme établit une liste de records du monde en salle.
Avant 2000, l'IAAF publie des listes distinctes pour les records du monde en plein air et les records du monde en salle. En janvier 2000, la règle 260.18a (anciennement 260.6a) est modifiée de sorte que les records du monde peuvent désormais être établis dans une enceinte sportive avec ou sans toit. La liste des records du monde en plein air n'existe plus alors que celle des records du monde en salle est conservée. Cette règle n'a pas été appliquée rétroactivement, ainsi, le record du monde du saut à la perche de 6,15 m établi en 1993 par l'Ukrainien Sergueï Bubka n'a pas été considéré comme un record du monde mais seulement comme un record du monde en salle car il avait été réalisé avant 2000. En revanche, en 2014, le Français Renaud Lavillenie efface une barre à 6,16 m en salle et la règle s'applique pour la première fois depuis 2000 : il devient le premier athlète à détenir à la fois le record du monde et le record du monde en salle du saut à la perche avec un unique saut.
À partir du 1er janvier 2024, World Athletics introduit le nouveau terme « piste courte » (« short track » en anglais) en remplacement du terme « en salle » (« indoor ») pour décrire les compétitions et les performances dont les courses se déroulent sur une piste de 200 m, traditionnellement dans une salle mais également en extérieur.

### Épreuves homologuées
Les épreuves suivantes font l'objet d'un record du monde homologué par World Athletics.
| Catégorie                         | Courses à pied                                                 | Courses à pied                                                                                                   | Sauts                                                         | Lancers                                                              | Relais                                                                              | Épreuves combinées            | Marche                                          |
| --------------------------------- | -------------------------------------------------------------- | --- | ------------------------------------------------------------- | -------------------------------------------------------------------- | ----------------------------------------------------------------------------------- | ----------------------------- | ----------------------------------------------- |
| Records du monde                  | 50 m 60 m 100 m 200 m 400 m 800 m 1 000 m 1 500 m Mile 2 000 m | 3 000 m 5 000 m 10 000 m Heure 50 m haies 60 m haies 100 m haies (F) 110 m haies (H) 400 m haies 3 000 m steeple | Saut en hauteur Saut à la perche Saut en longueur Triple saut | Lancer du poids Lancer du disque Lancer du marteau Lancer du javelot | 4 × 100 m 4 × 200 m 4 × 400 m (H, F, M) 4 × 800 m 4 × 1 500 m Distance medley relay | Décathlon Heptathlon (F)      | 10 000 m (F) 20 000 m 30 000 m (H) 50 000 m (H) |
| Records du monde sur piste courte | 200 m 400 m 800 m 1 000 m                                      | 1 500 m Mile 3 000 m 5 000 m                                                                                     | —                                                             | —                                                                    | 4 × 200 m 4 × 400 m 4 × 800 m                                                       | Pentathlon (F) Heptathlon (H) | 3 000 m marche (F) 5 000 m marche (H)           |
| Records du monde sur route        | Mile 5 km 10 km Semi-marathon                                  | Marathon 50 km 100 km                                                                                            | —                                                             | —                                                                    | Relais ekiden                                                                       | —                             | 20 km 35 km 50 km                               |

### Records du monde masculins
| Discipline                          | Performance | Athlète | Compétition                             | Lieu           | Date              | Réf.   |
| ----------------------------------- | --- | --- | --------------------------------------- | -------------- | ----------------- | ------ |
| Sprint                              | | |                                         |                |                   |        |
| 50 m                                | 5 s 56 (32,37 km/h) | Donovan Bailey | Reno Air Games                          | Reno           | 9 février 1996    |        |
| 60 m Progression                    | 6 s 34 (34,07 km/h) | Christian Coleman | Championnats des États-Unis en salle    | Albuquerque    | 18 février 2018   | ,      |
| 100 m Progression                   | 9 s 58 (37,58 km/h) (vent : + 0,9 m/s) | Usain Bolt | Championnats du monde                   | Berlin         | 16 août 2009      | [ 7 ]  |
| 200 m Progression                   | 19 s 19 (37,52 km/h) (vent : - 0,3 m/s) | Usain Bolt | Championnats du monde                   | Berlin         | 20 août 2009      | [ 8 ]  |
| 200 m piste courte Progression      | 19 s 92 (36,14 km/h) | Frank Fredericks | Meeting du Pas-de-Calais                | Liévin         | 18 février 1996   | [ 9 ]  |
| 400 m Progression                   | 43 s 03 (33,47 km/h) | Wayde van Niekerk | Jeux olympiques                         | Rio de Janeiro | 14 août 2016      | [ 10 ] |
| 400 m piste courte Progression      | 44 s 57 (32,31 km/h) | Kerron Clement | Championnats NCAA                       | Fayetteville   | 12 mars 2005      | [ 11 ] |
| Demi-fond                           | | |                                         |                |                   |        |
| 800 m Progression                   | 1 min 40 s 91 (28,54 km/h) | David Rudisha | Jeux olympiques                         | Londres        | 9 août 2012       | [ 12 ] |
| 800 m piste courte Progression      | 1 min 42 s 67 (28,05 km/h) | Wilson Kipketer | Championnats du monde en salle          | Paris          | 9 mars 1997       | [ 13 ] |
| 1 000 m Progression                 | 2 min 11 s 96 (27,28 km/h) | Noah Ngeny | Meeting de Rieti                        | Rieti          | 5 septembre 1999  | [ 14 ] |
| 1 000 m piste courte Progression    | 2 min 14 s 20 (26,83 km/h) | Ayanleh Souleiman | XL Galan                                | Stockholm      | 17 février 2016   | [ 15 ] |
| 1 500 m Progression                 | 3 min 26 s 00 (26,21 km/h) | Hicham El Guerrouj | Golden Gala                             | Rome           | 14 juillet 1998   | [ 16 ] |
| 1 500 m piste courte Progression    | 3 min 30 s 60 (25,64 km/h) | Jakob Ingebrigtsen | Meeting Hauts-de-France Pas-de-Calais   | Liévin         | 17 février 2022   | [ 17 ] |
| Mile Progression                    | 3 min 43 s 13 (25,97 km/h) | Hicham El Guerrouj | Golden Gala                             | Rome           | 7 juillet 1999    | [ 18 ] |
| Mile piste courte Progression       | 3 min 45 s 15 (25.73 km/h) | Jakob Ingebrigtsen | Meeting du Pas-de-Calais                | Liévin         | 13 février 2025   | [ 19 ] |
| 2 000 m Progression                 | 4 min 43 s 13 (25,43 km/h) | Jakob Ingebrigtsen | Mémorial Van Damme                      | Bruxelles      | 9 septembre 2023  | ,      |
| 3 000 m Progression                 | 7 min 17 s 55 (24,7 km/h) | Jakob Ingebrigtsen | Meeting de Chorzów                      | Chorzów        | 25 août 2024      | [ 22 ] |
| 3 000 m piste courte Progression    | 7 min 23 s 81 (24,28 km/h) | Lamecha Girma | Meeting de Liévin                       | Liévin         | 15 février 2023   | [ 23 ] |
| 3 000 m steeple Progression         | 7 min 52 s 11 (22,87 km/h) | Lamecha Girma | Meeting de Paris                        | Paris          | 9 juin 2023       | [ 24 ] |
| Fond                                | | |                                         |                |                   |        |
| 5 000 m Progression                 | 12 min 35 s 36 (23,83 km/h) | Joshua Cheptegei | Meeting Herculis                        | Monaco         | 14 août 2020      | [ 25 ] |
| 5 000 m piste courte Progression    | 12 min 49 s 60 (23,39 km/h) | Kenenisa Bekele | Norwich Union Indoor Grand Prix         | Birmingham     | 20 février 2004   | [ 26 ] |
| 10 000 m Progression                | 26 min 11 s 00 (22,92 km/h) | Joshua Cheptegei | NN Valencia                             | Valence        | 7 octobre 2020    | [ 27 ] |
| Heure Progression                   | 21,330 km | Mohamed Farah | Mémorial Van Damme                      | Bruxelles      | 4 septembre 2020  | [ 28 ] |
| Course sur route                    | | |                                         |                |                   |        |
| Mile                                | 3 min 54 s 56 (km/h) | Emmanuel Wanyonyi | Adizero Road to Records                 | Herzogenaurach | 27 avril 2024     | [ 29 ] |
| 5 km Progression                    | 12 min 49 s (23,41 km/h) | Berihu Aregawi | Cursa dels Nassos                       | Barcelone      | 31 décembre 2021  | [ 30 ] |
| 10 km Progression                   | 26 min 24 s (22,73 km/h) | Rhonex Kipruto | 10 kilomètres de Valence                | Valence        | 12 janvier 2020   | [ 31 ] |
| Semi-marathon Progression           | 56 min 42 s (22,32 km/h) | Jacob Kiplimo | Semi-marathon de Barcelone              | Barcelone      | 16 février 2025   | [ 32 ] |
| Marathon Progression                | 2 h 0 min 35 s (21,00 km/h) | Kelvin Kiptum | Marathon de Chicago                     | Chicago        | 8 octobre 2023    | [ 33 ] |
| 50 km                               | 2 h 38 min 43 s (18,90 km/h) | CJ Albertson | Ruth Anderson Memorial Endurance Run    | San Francisco  | 8 octobre 2022    | [ 34 ] |
| 100 km                              | 6 h 5 min 35 s (16,41 km/h) | Aleksandr Sorokin | International Vilnius 100km             | Vilnius        | 14 mai 2023       | [ 35 ] |
| Haies                               | | |                                         |                |                   |        |
| 50 m haies                          | 6 s 25 (28,80 km/h) | Mark McKoy | Meeting de Kobe                         | Kobe           | 5 mars 1986       |        |
| 60 m haies Progression              | 7 s 27 (km/h) | Grant Holloway | Championnats des États-Unis             | Albuquerque    | 17 février 2024   | [ 36 ] |
| 110 m haies Progression             | 12 s 80 (30,94 km/h) (vent : +0,3 m/s) | Aries Merritt | Mémorial Van Damme                      | Bruxelles      | 7 septembre 2012  | [ 37 ] |
| 400 m haies Progression             | 45 s 94 (31,35 km/h) | Karsten Warholm | Jeux olympiques                         | Tokyo          | 3 août 2021       | [ 38 ] |
| Sauts                               | | |                                         |                |                   |        |
| Saut en hauteur Progression         | 2,45 m | Javier Sotomayor | Meeting de Salamanque                   | Salamanque     | 27 juillet 1993   | [ 39 ] |
| Saut à la perche Progression        | 6,29 m | Armand Duplantis | Meeting de Budapest                     | Budapest       | 12 août 2025      | ,      |
| Saut en longueur Progression        | 8,95 m (vent : +0,3 m/s) | Mike Powell | Championnats du monde                   | Tokyo          | 30 août 1991      | [ 42 ] |
| Triple saut Progression             | 18,29 m (vent : +1,3 m/s) | Jonathan Edwards | Championnats du monde                   | Göteborg       | 7 août 1995       | [ 43 ] |
| Lancers                             | | |                                         |                |                   |        |
| Lancer du poids Progression         | 23,56 m | Ryan Crouser | USATF Los Angeles Grand Prix            | Los Angeles    | 27 mai 2023       | ,      |
| Lancer du disque Progression        | 75,56 m | Mykolas Alekna | Oklahoma Throws Séries                  | Ramona         | 13 avril 2025     | [ 46 ] |
| Lancer du marteau Progression       | 86,74 m | Youri Sedykh | Championnats d'Europe                   | Stuttgart      | 30 août 1986      | [ 47 ] |
| Lancer du javelot Progression       | 98,48 m | Jan Železný | Meeting d'Iéna                          | Iéna           | 25 mai 1996       | [ 48 ] |
| Épreuves combinées                  | | |                                         |                |                   |        |
| Heptathlon piste courte Progression | 6 645 points | Ashton Eaton | Championnats du monde en salle          | Istanbul       | 10 mars 2012      | [ 49 ] |
| Heptathlon piste courte Progression | 6 s 79 (60 m), 8,16 m (longueur), 14,56 m (poids), 2,03 m (hauteur), 7 s 68 (60 m haies), 5,20 m (perche), 2 min 32 s 77 (1 000 m),                                                                       | |                                         |                | 10 mars 2012      | [ 49 ] |
| Décathlon Progression               | 9 126 points | Kevin Mayer | Décastar                                | Talence        | 16 septembre 2018 | [ 50 ] |
| Décathlon Progression               | 10 s 55 (100 m), 7,80 m (longueur), 16,00 m (poids), 2,05 m (hauteur), 48 s 42 (400 m) (32,00 km/h), 13 s 75 (110 m haies), 50,54 m (disque), 5,45 m (perche), 71,90 m (javelot), 4 min 36 s 11 (1 500 m) | |                                         |                | 16 septembre 2018 | [ 50 ] |
| Marche                              | | |                                         |                |                   |        |
| 5 000 m marche piste courte         | 18 min 7 s 08 (16,56 km/h) | Mikhail Shchennikov | Russian Winter                          | Moscou         | 14 février 1995   |        |
| 20 km marche Progression            | 1 h 16 min 10 s (15,67 km/h) | Toshikazu Yamanishi | Championnats du Japon                   | Kobé           | 16 février 2025   | [ 51 ] |
| 20 000 m marche                     | 1 h 17 min 25 s 6 (15,50 km/h) | Bernardo Segura | Søfteland Grand Prix                    | Bergen         | 7 mai 1994        |        |
| 30 000 m marche                     | 2 h 1 min 44 s 1 (14,79 km/h) | Maurizio Damilano | Championnats d'Italie                   | Coni           | 3 octobre 1992    |        |
| 50 km marche Progression            | 3 h 32 min 33 s (14,11 km/h) | Yohann Diniz | Championnats d'Europe                   | Zurich         | 15 août 2014      | [ 52 ] |
| 50 000 m marche                     | 3 h 35 min 27 s (13,92 km/h) | Yohann Diniz |                                         | Reims          | 12 mars 2011      | [ 53 ] |
| Relais                              | | |                                         |                |                   |        |
| 4 × 100 m Progression               | 36 s 84 (39,09 km/h) | Jamaïque Nesta Carter Michael Frater Yohan Blake Usain Bolt                                                                                     | Jeux olympiques                         | Londres        | 11 août 2012      | [ 54 ] |
| 4 × 200 m                           | 1 min 18 s 63 (36,63 km/h) | Jamaïque Nickel Ashmeade Warren Weir Jermaine Brown Yohan Blake                                                                                 | Relais mondiaux                         | Nassau         | 25 mai 2014       | [ 55 ] |
| 4 × 200 m piste courte              | 1 min 22 s 11 (35,07 km/h) | Royaume-Uni Linford Christie Darren Braithwaite Ade Mafe John Regis                                                                             | Match GBR-USA                           | Glasgow        | 3 mars 1991       |        |
| 4 × 400 m Progression               | 2 min 54 s 29 (32,49 km/h) | États-Unis Andrew Valmon Quincy Watts Harry Reynolds Michael Johnson                                                                            | Championnats du monde                   | Stuttgart      | 22 août 1993      | [ 56 ] |
| 4 × 400 m piste courte              | 3 min 1 s 51 (31,73 km/h) | États-Unis Amere Lattin Obi Igbokwe Jermaine Holt Kahmari Montgomery                                                                            |                                         | Clemson        | 9 février 2019    | [ 57 ] |
| 4 × 800 m Progression               | 7 min 2 s 43 (27,27 km/h) | Kenya Joseph Mutua William Yiampoy Ismael Kombich Wilfred Bungei                                                                                | Mémorial Van Damme                      | Bruxelles      | 25 août 2006      | [ 58 ] |
| 4 × 800 m piste courte              | 7 min 11 s 30 (26,71 km/h) | Hoka New Jersey New York Track Club Joe McAsey Kyle Merber Christopher Giesting Jesse Garn                                                      | Boston University Last Chance Qualifier | Boston         | 25 février 2018   | [ 59 ] |
| Distance medley relay               | 9 min 14 s 58 (km/h) | États-Unis Brannon Kidder (1 200 m) Brandon Miller (400 m) Isaiah Harris (800 m) Henry Wynne (1 600 m)                                          | Oregon Relays                           | Eugene         | 19 avril 2024     | [ 60 ] |
| 4 × 1 500 m Progression             | 14 min 22 s 22 (25,05 km/h) | Kenya Collins Cheboi Silas Kiplagat James Magut Asbel Kiprop                                                                                    | Relais mondiaux                         | Nassau         | 25 mai 2014       | [ 61 ] |
| Relais ekiden (42,195 km)           | 1 h 57 min 6 s (21,62 km/h) | Kenya Josephat Ndambiri (5 km) Martin Mathathi (10 km) Daniel Mwangi (5 km) Mekubo Mogusu (10 km) Onesmus Nyerre (5 km) John Kariuki (7,195 km) |                                         | Chiba          | 23 novembre 2005  | [ 62 ] |

### Records du monde féminins
| Discipline                                                                             | Performance | Athlète | Compétition                                 | Lieu            | Date                           | Réf.    |
| -------------------------------------------------------------------------------------- | --- | --- | ------------------------------------------- | --------------- | ------------------------------ | ------- |
| Sprint                                                                                 | | |                                             |                 |                                |         |
| 50 m                                                                                   | 5 s 96 (30,20 km/h) | Irina Privalova | Meeting de Madrid                           | Madrid          | 9 février 1995                 |         |
| 60 m Progression                                                                       | 6 s 92 (31,21 km/h) | Irina Privalova | Meeting de Madrid                           | Madrid          | 11 février 1993 9 février 1995 |         |
| 100 m Progression                                                                      | 10 s 49 (34,32 km/h) (vent : + 0,0 m/s) | Florence Griffith-Joyner                                                                                            | Sélections olympiques                       | Indianapolis    | 17 juillet 1988                | [ 63 ]  |
| 200 m Progression                                                                      | 21 s 34 (33,74 km/h) (vent : + 1,3 m/s) | Florence Griffith-Joyner                                                                                            | Jeux olympiques                             | Séoul           | 29 septembre 1988              | [ 64 ]  |
| 200 m piste courte Progression                                                         | 21 s 87 (32,92 km/h) | Merlene Ottey | Meeting du Pas-de-Calais                    | Liévin          | 13 février 1993                |         |
| 400 m Progression                                                                      | 47 s 60 (30,25 km/h) | Marita Koch | Coupe du monde des nations                  | Canberra        | 6 octobre 1985                 | [ 65 ]  |
| 400 m piste courte Progression                                                         | 49 s 17 (29,3 km/h) | Femke Bol | championnats du monde en salle              | Glasgow         | 2 mars 2024                    | [ 66 ]  |
| Demi-fond                                                                              | | |                                             |                 |                                |         |
| 800 m Progression                                                                      | 1 min 53 s 28 (25,42 km/h) | Jarmila Kratochvílová                                                                                               | Olympiapark Meeting                         | Munich          | 26 juillet 1983                | [ 67 ]  |
| 800 m piste courte Progression                                                         | 1 min 55 s 82 (24,87 km/h) | Jolanda Čeplak | Championnats d'Europe en salle              | Vienne          | 3 mars 2002                    | [ 68 ]  |
| 1 000 m Progression                                                                    | 2 min 28 s 98 (24,16 km/h) | Svetlana Masterkova                                                                                                 | Mémorial Van Damme                          | Bruxelles       | 23 août 1996                   |         |
| 1 000 m piste courte Progression                                                       | 2 min 30 s 94 (23,85 km/h) | Maria Mutola | Globen Galan Meeting                        | Stockholm       | 23 février 1999                |         |
| 1 500 m Progression                                                                    | 3 min 48 s 68 (23,58 km/h) | Faith Kipyegon | Ligue de diamant                            | Eugène          | 5 juillet 2025                 | [ 69 ]  |
| 1 500 m piste courte Progression                                                       | 3 min 53 s 09 (23,17 km/h) | Gudaf Tsegay | Meeting Hauts-de-France Pas-de-Calais       | Liévin          | 9 février 2021                 | [ 70 ]  |
| Mile Progression                                                                       | 4 min 7 s 64 (23,39 km/h) | Faith Kipyegon | Meeting Herculis                            | Monaco          | 21 juillet 2023                | [ 71 ]  |
| Mile piste courte Progression                                                          | 4 min 13 s 31 (22,87 km/h) | Genzebe Dibaba | XL Galan                                    | Stockholm       | 17 février 2016                | [ 72 ]  |
| 2 000 m Progression                                                                    | 5 min 19 s 70 (22,57 km/h) | Jessica Hull | Meeting Herculis                            | Monaco          | 12 juillet 2024                | [ 73 ]  |
| 3 000 m Progression                                                                    | 8 min 6 s 11 (22,22 km/h) | Wang Junxia | Jeux nationaux de Chine                     | Pékin           | 13 septembre 1993              |         |
| 3 000 m piste courte Progression                                                       | 8 min 16 s 60 (21,75 km/h) | Genzebe Dibaba | XL Galan                                    | Stockholm       | 6 février 2014                 | [ 74 ]  |
| 3 000 m steeple Progression                                                            | 8 min 44 s 32 (20,60 km/h) | Beatrice Chepkoech                                                                                                  | Meeting Herculis                            | Monaco          | 20 juillet 2018                | [ 75 ]  |
| Fond                                                                                   | | |                                             |                 |                                |         |
| 5 000 m Progression                                                                    | 13 min 58 s 06 (21,42 km/h) | Beatrice Chebet | Ligue de diamant                            | Eugene          | 5 juillet 2025                 | [ 76 ]  |
| 5 000 m piste courte Progression                                                       | 14 min 18 s 86 (20,96 km/h) | Genzebe Dibaba | XL Galan                                    | Stockholm       | 19 février 2015                | [ 77 ]  |
| 10 000 m Progression                                                                   | 28 min 54 s 14 ( km/h) | Beatrice Chebet | Prefontaine Classic                         | Eugene          | 25 mai 2024⁹                   | [ 78 ]  |
| Heure Progression                                                                      | 18,930 km | Sifan Hassan | Mémorial Van Damme                          | Bruxelles       | 4 septembre 2020               | [ 79 ]  |
| Course sur route • Wo (Women only) : course exclusivement féminine • Mx : course mixte | | |                                             |                 |                                |         |
| Mile                                                                                   | 4 min 20 s 98 (Wo) (km/h) | Diribe Welteji | Championnats du monde de course sur route   | Riga            | 1er octobre 2023               | [ 80 ]  |
| 5 km                                                                                   | 13 min 54 s (Wo) ( km/h) | Beatrice Chebet | Cursa dels Nassos                           | Barcelone       | 31 décembre 2024               | .       |
| 5 km                                                                                   | 14 min 13 s (Mx) ( km/h) | Agnes Ngetich |                                             | Valence         | 14 janvier 2024                |         |
| 10 km                                                                                  | 29 min 24 s (Wo) ( km/h) | Agnes Ngetich | 10 km de Brașov                             | Brașov          | 10 septembre 2023              | [ 83 ]  |
| 10 km                                                                                  | 28 min 46 s (Mx) (20,86 km/h) | Agnes Ngetich | 10 km de Valence                            | Valence         | 14 janvier 2024                | [ 84 ]  |
| Semi-marathon Progression                                                              | 1 h 5 min 16 s (Wo) (19,40 km/h) | Peres Jepchirchir                                                                                                   | Championnats du monde de semi-marathon      | Gdynia          | 17 octobre 2020                | [ 85 ]  |
| Semi-marathon Progression                                                              | 1 h 2 min 52 s (Mx) (20,14 km/h) | Letesenbet Gidey | Semi-marathon de Valence                    | Valence         | 24 octobre 2021                | [ 86 ]  |
| Marathon Progression                                                                   | 2 h 9 min 57 s (Mx) (19,48 km/h) | Ruth Chepngetich | Marathon de Chicago                         | Chicago         | 13 octobre 2024                | [ 87 ]  |
| Marathon Progression                                                                   | 2 h 16 min 16 s (Wo) (18,58 km/h) | Peres Jepchirchir                                                                                                   | Marathon de Londres                         | Londres         | 21 avril 2024                  | [ 88 ]  |
| 50 km                                                                                  | 2 h 59 min 54 s (Mx) (16,68 km/h) | Desiree Linden |                                             | Dorena Lake     | 13 avril 2021                  | [ 89 ]  |
| 50 km                                                                                  | 3 h 0 min 29 s (Wo) (16,62km/h) | Emane Seifu Hayile                                                                                                  |                                             | Port Elizabeth  | 26 février 2023                | [ 90 ]  |
| 100 km                                                                                 | 6 h 33 min 11 s (15,26 km/h) | Tomoe Abe |                                             | Tokoro          | 25 juin 2000                   | [ 91 ]  |
| Haies                                                                                  | | |                                             |                 |                                |         |
| 50 m haies                                                                             | 6 s 58 (27,36 km/h) | Cornelia Oschkenat                                                                                                  | Meeting national                            | Berlin          | 20 février 1988                |         |
| 60 m haies Progression                                                                 | 7 s 65 ( km/h) | Devynne Charlton | Championnats du monde en salle              | Glasgow         | 3 mars 2024                    | [ 92 ]  |
| 100 m haies Progression                                                                | 12 s 12 (29,70 km/h) (vent : + 0,9 m/s) | Tobi Amusan | Championnats du monde                       | Eugene          | 24 juillet 2022                | [ 93 ]  |
| 400 m haies Progression                                                                | 50 s 37 (28,41 km/h) | Sydney McLaughlin                                                                                                   | Jeux olympiques                             | Saint Denis     | 8 août 2024                    | ,       |
| Sauts                                                                                  | | |                                             |                 |                                |         |
| Saut en hauteur Progression                                                            | 2,10 m | Yaroslava Mahuchikh                                                                                                 | Meeting de Paris                            | Paris           | 7 juillet 2024                 |         |
| Saut à la perche Progression                                                           | 5,06 m | Yelena Isinbayeva                                                                                                   | Weltklasse                                  | Zurich          | 28 août 2009                   | [ 98 ]  |
| Saut en longueur Progression                                                           | 7,52 m (vent : + 1,4 m/s) | Galina Chistyakova                                                                                                  | Mémorial Znamensky                          | Leningrad       | 11 juin 1988                   |         |
| Triple saut Progression                                                                | 15,74 m | Yulimar Rojas | Championnats du monde en salle              | Belgrade        | 20 mars 2022                   | [ 99 ]  |
| Lancers                                                                                | | |                                             |                 |                                |         |
| Lancer du poids Progression                                                            | 22,63 m | Natalya Lisovskaya                                                                                                  | Mémorial Znamensky                          | Moscou          | 7 juin 1987                    |         |
| Lancer du disque Progression                                                           | 76,80 m | Gabriele Reinsch | Match Allemagne de l'Est-Italie             | Neubrandenbourg | 9 juillet 1988                 |         |
| Lancer du marteau Progression                                                          | 82,98 m | Anita Włodarczyk | Mémorial Kamila Skolimowska                 | Varsovie        | 28 août 2016                   | [ 100 ] |
| Lancer du javelot Progression                                                          | 72,28 m | Barbora Špotáková                                                                                                   | Finale mondiale de l'IAAF                   | Stuttgart       | 13 septembre 2008              | [ 101 ] |
| Épreuves combinées                                                                     | | |                                             |                 |                                |         |
| Pentathlon piste courte Progression                                                    | 5 055 points | Nafissatou Thiam | Championnats d'Europe en salle              | Istanbul        | 3 mars 2023                    | [ 102 ] |
| Pentathlon piste courte Progression                                                    | 8 s 23 (60 m haies), 1,92 m (hauteur), 14,54 m (poids), 6,59 m (longueur), 2 min 13 s 60 (800 m)                                                                                             | |                                             |                 | 3 mars 2023                    |         |
| Heptathlon Progression                                                                 | 7 291 points | Jackie Joyner-Kersee                                                                                                | Jeux olympiques                             | Séoul           | 24 septembre 1988              |         |
| Heptathlon Progression                                                                 | 12 s 69 (100 m haies) (28,37 km/h), 1,86 m (hauteur), 15,80 m (poids), 22 s 56 (200 m) (31,91 km/h), 7,27 m (longueur), 45,66 m (javelot), 2 min 08 s 51 (800 m) (22,41 km/h)                | |                                             |                 | 24 septembre 1988              |         |
| Décathlon Progression                                                                  | 8 358 points | Austra Skujytė |                                             | Columbia        | 15 septembre 2005              |         |
| Décathlon Progression                                                                  | 12 s 49 (100 m), 46,19 m (disque), 3,10 m (perche), 48,78 m (javelot), 57 s 19 (400 m), 14 s 22 (100 m haies), 6,12 m (longueur), 16,42 m (poids), 1,78 m (hauteur), 5 min 15 s 86 (1 500 m) | |                                             |                 | 15 septembre 2005              |         |
| Marche                                                                                 | | |                                             |                 |                                |         |
| 3 000 m marche piste courte                                                            | 11 min 40 s 33 (15,42 km/h) | Claudia Ștef |                                             | Bucarest        | 30 janvier 1999                |         |
| 10 000 m marche                                                                        | 41 min 56 s 23 (14,31 km/h) | Nadezhda Ryashkina                                                                                                  | Goodwill Games                              | Seattle         | 24 juillet 1990                | [ 103 ] |
| 20 km marche Progression                                                               | 1 h 23 min 49 s (14,17 km/h) | Yang Jiayu | Championnats de Chine                       | Huangshan       | 20 mars 2021                   | [ 104 ] |
| 20 000 m marche                                                                        | 1 h 26 min 52 s 3 (14,31 km/h) | Olimpiada Ivanova                                                                                                   | Goodwill Games                              | Brisbane        | 6 septembre 2001               |         |
| 35 km marche                                                                           | 2 h 37 min 15 s (km/h) | María Pérez | Championnats d'Europe de marche par équipes | Poděbrady       | 21 mai 2023                    | [ 105 ] |
| 50 km marche Progression                                                               | 3 h 59 min 15 s (12,54 km/h) | Liu Hong | Grand Prix national de Huangshan            | Huangshan       | 9 mars 2019                    | [ 106 ] |
| Relais                                                                                 | | |                                             |                 |                                |         |
| 4 × 100 m Progression                                                                  | 40 s 82 (35,28 km/h) | États-Unis Tianna Madison Allyson Felix Bianca Knight Carmelita Jeter                                               | Jeux olympiques                             | Londres         | 10 août 2012                   | [ 107 ] |
| 4 × 200 m                                                                              | 1 min 27 s 46 (32,93 km/h) | États-Unis LaTasha Jenkins LaTasha Colander Nanceen Perry Marion Jones                                              | Penn Relays                                 | Philadelphie    | 29 avril 2000                  |         |
| 4 × 200 m piste courte                                                                 | 1 min 32 s 41 (31,17 km/h) | Russie Yekaterina Kondratyeva Irina Khabarova Yuliya Pechenkina Yuliya Gushchina                                    | Meeting de Glasgow                          | Glasgow         | 29 janvier 2005                |         |
| 4 × 400 m Progression                                                                  | 3 min 15 s 17 (29,51 km/h) | Union soviétique Tatyana Ledovskaya Olga Nazarova Mariya Pinigina Olga Bryzgina                                     | Jeux olympiques                             | Séoul           | 1er octobre 1988               |         |
| 4 × 400 m piste courte Progression                                                     | 3 min 23 s 37 (28,32 km/h) | Russie Yuliya Gushchina Olga Kotlyarova Olga Zaytseva Olesya Krasnomovets                                           | Norwich Union International Athletics       | Glasgow         | 28 janvier 2006                |         |
| 4 × 800 m Progression                                                                  | 7 min 50 s 17 (24,50 km/h) | Union soviétique Nadiya Olizarenko Lyubov Gurina Lyudmila Borisova Irina Podyalovskaya                              |                                             | Moscou          | 5 août 1984                    |         |
| 4 × 800 m piste courte                                                                 | 8 min 5 s 89 (23,71 km/h) | États-Unis Chrishuna Williams Raevyn Rogers Charlene Lipsey Ajeé Wilson                                             | Millrose Games                              | New York        | 3 février 2018                 | .       |
| Distance medley relay                                                                  | 10 min 36 s 50 (22,62 km/h) | États-Unis Treniere Moser (1 200 m) Sanya Richards-Ross (400 m) Ajeé Wilson (800 m) Shannon Rowbury (1 600 m)       | Relais mondiaux                             | Nassau          | 2 mai 2015                     |         |
| 4 × 1 500 m Progression                                                                | 16 min 27 s 02 (21,88 km/h) | États-Unis Colleen Quigley Elise Cranny Karissa Schweizer Shelby Houlihan                                           |                                             | Portland        | 31 juillet 2020                |         |
| Relais ekiden (42,195 km)                                                              | 2 h 11 min 41 s (19,23 km/h) | Chine Jiang Bo (5 km) Dong Yanmei (10 km) Zhao Fengting (5 km) Ma Zaijie (10 km) Lan Lixin (5 km) Lin Na (7,195 km) |                                             | Pékin           | 28 février 1998                |         |

### Records du monde mixtes
| Discipline                  | Performance         | Athlète                                                             | Compétition     | Lieu        | Date        | Réf.    |
| --------------------------- | ------------------- | ------------------------------------------------------------------- | --------------- | ----------- | ----------- | ------- |
| Relais                      |                     |                                                                     |                 |             |             |         |
| 4 × 400 m mixte Progression | 3 min 7 s 41 (km/h) | États-Unis Vernon Norwood Shamier Little Bryce Deadmon Kaylyn Brown | Jeux olympiques | Saint-Denis | 2 août 2024 | [ 109 ] |

## Meilleures performances mondiales
D'autres épreuves ne font pas l'objet d'homologation de records du monde par World Athletics. Elles sont considérées comme des « meilleures performances mondiales » («World Best Performances»).

### Hommes
| Discipline           | Performance                             | Athlète                        | Compétition                         | Lieu             | Date                              | Réf.    |
| -------------------- | --------------------------------------- | ------------------------------ | ----------------------------------- | ---------------- | --------------------------------- | ------- |
| Sprint               |                                         |                                |                                     |                  |                                   |         |
| 55 m                 | 5 s 99 (33,06 km/h)                     | Obadele Thompson               |                                     | Colorado Springs | 22 février 1997                   |         |
| 100 yards            | 9 s 07 (36,28 km/h) (Vent : − 0,5 m/s)  | Asafa Powell                   | Golden Spike Ostrava                | Ostrava          | 27 mai 2010                       | [ 111 ] |
| 150 m                | 14 s 97 (36,07 km/h) (Vent : + 0,9 m/s) | Linford Christie               |                                     | Sheffield        | 4 septembre 1994                  |         |
| 300 m                | 30 s 69                                 | Letsile Tebogo                 | Simbine Curro Classic Shoot-Out     | Pretoria         | 17 février 2024                   |         |
| 300 m piste courte   | 31 s 56 (34,22 km/h)                    | Steven Gardiner                |                                     | Columbia         | 28 janvier 2022                   |         |
| 500 m piste courte   | 59 s 83 (30,09 km/h)                    | Abdalelah Haroun               |                                     | Stockholm        | 17 février 2016                   |         |
| 600 m                | 1 min 12 s 81 (29,67 km/h)              | Johnny Gray                    |                                     | Santa Monica     | 24 mai 1986                       |         |
| 600 m piste courte   | 1 min 13 s 77 (29,28 km/h)              | Donavan Brazier                |                                     | New York         | 24 février 2019                   |         |
| Demi-fond            |                                         |                                |                                     |                  |                                   |         |
| 2 000 m piste courte | 4 min 49 s 99 (24,00 km/h)              | Kenenisa Bekele                |                                     | Birmingham       | 17 février 2007                   |         |
| 2 000 m steeple      | 5 min 10 s 68 (23,17 km/h)              | Mahiedine Mekhissi-Benabbad    | Alma Athlé Tour                     | Reims            | 30 June 2010                      | [ 112 ] |
| 2 miles              | 7 min 54 s 10 ( km/h)                   | Jakob Ingebrigtsen             |                                     | Paris            | 9 juin 2023                       |         |
| 2 miles piste courte | 8 min 0 s 67 ( km/h)                    | Josh Kerr                      |                                     | New York         | 11 février 2024                   |         |
| Fond                 |                                         |                                |                                     |                  |                                   |         |
| 15 000 m             | 41 min 51 s 64 ( km/h)                  | Sabastian Kimaru Sawe          |                                     | Bruxelles        | 1er septembre 2022                |         |
| 20 000 m             | 56 min 26 s 02 ( km/h)                  | Bashir Abdi                    |                                     | Bruxelles        | 4 septembre 2020                  |         |
| 25 000 m             | 1 h 12 min 25 s 4 (20,71 km/h)          | Moses Mosop                    | Prefontaine Classic                 | Eugene           | 3 juin 2011                       | [ 113 ] |
| 30 000 m             | 1 h 26 min 47 s 4 (20,74 km/h)          | Moses Mosop                    | Prefontaine Classic                 | Eugene           | 3 juin 2011                       | [ 114 ] |
| 12 heures            | 177,410 km (14,78 km/h)                 | Aleksandr Sorokin              | Spartanion                          | Tel Aviv         | 6 janvier 2022                    | [ 115 ] |
| 24 heures            | 319,614 km (13,32 km/h)                 | Aleksandr Sorokin              | Championnats d'Europe des 24 heures | Vérone           | 18 septembre 2022                 | [ 116 ] |
| Haies                |                                         |                                |                                     |                  |                                   |         |
| 55 m haies           | 6 s 83 (28,99 km/h)                     | Renaldo Nehemiah               |                                     | Dallas           | 30 janvier 1982                   |         |
| 300 m haies          | 32 s 67 (33.06 km/h)                    | Karsten Warholm                | Bislett Games                       | Oslo             | 12 juin 2025                      |         |
| Course sur route     |                                         |                                |                                     |                  |                                   |         |
| 15 km                | 41 min 05 s (21,91 km/h)                | Joshua Cheptegei Jacob Kiplimo | NN Zevenheuvelenloop                | Nimègue          | 18 novembre 2018 19 novembre 2023 |         |
| 10 miles             | 44 min 04 s ( km/h)                     | Benard Kibet                   | Kumamoto Kosa 10-Mile Road Race     | Kōsa             | 4 décembre 2022                   | [ 117 ] |
| 20 km                | 55 min 21 s (21,68 km/h)                | Zersenay Tadesse               | Semi-marathon de Lisbonne           | Lisbonne         | 21 mars 2010                      | [ 118 ] |
| 25 km                | 1 h 11 min 13 s (km/h)                  | Daniel Ebenyo                  |                                     | Kolkata          | 17 décembre 2023                  |         |
| 30 km                | 1 h 27 min 13 s (20,64 km/h)            | Eliud Kipchoge                 | Marathon de Londres                 | Londres          | 24 avril 2016                     | [ 119 ] |
| 30 km                | 1 h 27 min 13 s (20,64 km/h)            | Stanley Biwott                 | Marathon de Londres                 | Londres          | 24 avril 2016                     |         |
| Marche               |                                         |                                |                                     |                  |                                   |         |
| 3 000 m marche       | 10 min 43s 84 (16,77 km/h)              | Tom Bosworth                   |                                     | Glasgow          | 25 février 2018                   |         |
| 5 000 m marche       | 18 min 05 s 49 (16,58 km/h)             | Hatem Ghoula                   |                                     | Tunis            | 1er mai 1997                      |         |
| 5 km marche          | 18 min 21 s (16,35 km/h)                | Robert Korzeniowski            |                                     | Bad Salzdetfurth | 15 septembre 1990                 |         |
| 10 000 m marche      | 37 min 23 s 99 ( km/h)                  | Gabriel Bordier                | Championnats de France Elite        | Talence          | 02 août 2025                      |         |
| 10 km marche         | 37 min 11 s (16,14 km/h)                | Roman Rasskazov                |                                     | Saransk          | 28 mai 2000                       |         |
| 30 km marche         | 2 h 05 min 06 s (14,40 km/h)            | Nathan Deakes                  |                                     | Hobart           | 27 août 2006                      |         |

### Femmes
| Discipline           | Performance                             | Athlète                     | Date              | Compétition                   | Lieu             | Réf.    |
| -------------------- | --------------------------------------- | --------------------------- | ----------------- | ----------------------------- | ---------------- | ------- |
| Sprint               |                                         |                             |                   |                               |                  |         |
| 55 m                 | 6 s 55 (30,23 km/h)                     | Evelyn Ashford              | 26 février 1982   |                               | New York         |         |
| 55 m                 | 6 s 55 (30,23 km/h)                     | Jeanette Bolden             | 21 février 1986   |                               | Inglewood        |         |
| 150 m                | 16 s 41 (32,71 km/h) (Vent : + 1,1 m/s) | Brianna McNeal              | 20 juillet 2020   |                               | Fort Worth       |         |
| 300 m                | 34 s 41 (31,39 km/h)                    | Shaunae Miller-Uibo         | 20 juin 2019      | Golden Spike Ostrava          | Ostrava          |         |
| 300 m piste courte   | 35 s 45 (30,47 km/h)                    | Irina Privalova             | 17 janvier 1993   |                               | Moscou           |         |
| 300 m piste courte   | 35 s 45 (30,47 km/h)                    | Shaunae Miller-Uibo         | 3 février 2018    |                               | New York         |         |
| 500 m piste courte   | 1 min 5 s 63 (27,43 km/h)               | Femke Bol                   | 4 février 2023    | New Balance Indoor Grand Prix | Boston           | [ 120 ] |
| 600 m                | 1 min 21 s 77 (26,42 km/h)              | Caster Semenya              | 27 août 2017      |                               | Berlin           |         |
| 600 m piste courte   | 1 min 23 s 41 (26,01 km/h)              | Keely Hodgkinson            | 28 janvier 2023   | Manchester World Indoor Tour  | Manchester       | [ 121 ] |
| Demi-fond            |                                         |                             |                   |                               |                  |         |
| 2 000 m piste courte | 5 min 23 s 75 (22,24 km/h)              | Genzebe Dibaba              | 7 février 2017    |                               | Sabadell         |         |
| 2 000 m steeple      | 5 min 47 s 42 ( km/h)                   | Beatrice Chepkoech          | 10 septembre 2023 | Mémorial Hanžeković           | Zagreb           | [ 122 ] |
| 2 miles              | 8 min 58 s 58 (21,51 km/h)              | Meseret Defar               | 14 septembre 2007 | Mémorial Van Damme            | Bruxelles        |         |
| 2 miles piste courte | 9 min 0 s 48 (21,43 km/h)               | Genzebe Dibaba              | 15 février 2014   |                               | Birmingham       |         |
| Fond                 |                                         |                             |                   |                               |                  |         |
| 20 000 m             | 1 h 5 min 26 s 6 (18,34 km/h)           | Tegla Loroupe               | 3 septembre 2000  | Borgholzhausen                |                  |         |
| 25 000 m             | 1 h 27 min 5 s 9 (17,22 km/h)           | Tegla Loroupe               | 21 septembre 2002 |                               | Mengerskirchen   |         |
| 30 000 m             | 1 h 45 min 50 s 0 (17,01 km/h)          | Tegla Loroupe               | 7 juin 2003       |                               | Warstein         |         |
| 12 heures            | 153,600 km (12,81 km/h)                 | Satu Lipiäinen              | 20 mai 2023       | Kokkola Ultra Run             | Kokkola          | [ 123 ] |
| 24 heures            | 270,116 km (11,25 km/h)                 | Camille Herron              | 26 octobre 2019   |                               | Albi             |         |
| Haies                |                                         |                             |                   |                               |                  |         |
| 55 m haies           | 7 s 30 (27,12 km/h)                     | Tiffany Lott-Hogan (en)     | 22 février 1997   |                               | Colorado Springs |         |
| 300 m haies          | 36 s 86 (29,30 km/h)                    | Femke Bol                   | 31 mai 2022       | Golden Spike                  | Ostrava          |         |
| Course sur route     |                                         |                             |                   |                               |                  |         |
| 15 km                | 46 min 59 s (Wo) (19,16 km/h)           | Lornah Kiplagat             | 14 octobre 2007   | Udine                         |                  |         |
| 15 km                | 44 min 20 s (Mx) (20,30 km/h)           | Letesenbet Gidey            | 17 octobre 2019   | Nimègue                       |                  |         |
| 10 miles             | 51 min 23 s (Wo) ( km/h)                | Keira D'Amato               | 24 novembre 2020  | Washington                    |                  |         |
| 10 miles             | 49 min 29 s (Mx) ( km/h)                | Caroline Chepkoech Kipkirui | 9 février 2018    | Ras Al Khaimah                |                  |         |
| 20 km                | 1 h 2 min 57 s (Wo) (19,06 km/h)        | Lornah Kiplagat             | 14 octobre 2007   |                               | Udine            |         |
| 20 km                | 1 h 1 min 25 s (Mx) (19,54 km/h)        | Joyciline Jepkosgei         | 1er avril 2017    |                               | Prague           |         |
| 25 km                | 1 h 19 min 43 s (Wo) (18,82 km/h)       | Mary Keitany                | 23 avril 2017     | Marathon de Londres           | Londres          | [ 124 ] |
| 25 km                | 1 h 18 min 47 s (Mx) ( km/h)            | Sutume Asefa Kebede         | 17 décembre 2023  |                               | Kolkata          |         |
| 30 km                | 1 h 36 min 05 s (Wo) (18,73 km/h)       | Mary Keitany                | 23 avril 2017     | Marathon de Londres           | Londres          | [ 124 ] |
| 30 km                | 1 h 35 min 18 s (Mx) (18,89 km/h)       | Brigid Kosgei               | 13 octobre 2019   | Marathon de Chicago           | Chicago          | [ 125 ] |
| Marche               |                                         |                             |                   |                               |                  |         |
| 3 000 m marche       | 11 min 35 s 34 (i) (15,53 km/h)         | Gillian O'Sullivan          | 15 février 2003   |                               | Belfast          |         |
| 5 000 m marche       | 20 min 01 s 80 (14,98 km/h)             | Eleonora Giorgi             | 18 mai 2014       | Italian Clubs League Meet     | Misterbianco     | [ 127 ] |
| 5 km marche          | 19 min 46 s (15,18 km/h)                | Kjersti Plätzer             | 27 août 2006      |                               | Hildesheim       |         |
| 10 km marche         | 41 min 04 s (14,61 km/h)                | Yelena Nikolayeva           | 20 avril 1996     |                               | Sotchi           |         |
| 30 km marche         | 2 h 24 min 33 s (12,15 km/h)            | Paola Perez                 | 22 octobre 2017   |                               | Hauppauge        |         |

### Mixte
| Discipline                | Performance                | Athlète                                                                     | Date          | Compétition | Lieu       | Réf. |
| ------------------------- | -------------------------- | --------------------------------------------------------------------------- | ------------- | ----------- | ---------- | ---- |
| Relais                    |                            |                                                                             |               |             |            |      |
| Relais 2 × 2 × 400 mètres | 3 min 36 s 92 (26,55 km/h) | États-Unis Ce'Aira Brown Donavan Brazier                                    | 11 mai 2019   |             | Yokohama   |      |
| Relais de haies navette   | 54 s 42 (29,11 km/h)       | International - Team Blue Kristi Castlin Spencer Adams Nia Ali Eddie Lovett | 29 avril 2016 |             | Des Moines |      |

## Gains des athlètes
Selon les conditions de réalisation et le lieu (championnats ou non), un athlète ne gagne pas autant d'argent pour avoir battu un record du monde. Lors des championnats du monde d'athlétisme 2003 à Paris, la récompense pour avoir battu un record du monde s'élevait à 100 000 USD ; toutefois, aucun athlète n'a remporté ce prix à cette occasion. De même, 10 ans plus tard à Moscou, le prize money s'élevait encore à 100 000 USD. En Ligue de diamant, la prime est définie par l'organisateur du meeting, mais elle doit cependant être toujours supérieure à 50 000 USD.